# Acacia crassa
Acacia crassa é uma espécie de leguminosa do gênero Acacia, pertencente à família Fabaceae.